# Friedrich von Schaal
Friedrich Wilhelm Schaal, ab 1903 von Schaal, (* 4. September 1842 in Ludwigsburg; † 3. Mai 1909 in Stuttgart) war ein deutscher Eisenbahn- und Wasserbauingenieur und württembergischer Baubeamter.

## Leben
Friedrich von Schaal studierte am Polytechnikum Stuttgart Bauingenieurwesen und wurde dort Mitglied des Corps Stauffia. Nach Abschluss des Studiums trat er als Bauingenieur in den württembergischen Staatsdienst ein und war als solcher beim Bau der Eisenbahnlinien Pforzheim–Freudenstadt und Waiblingen–Murrhardt und der Tunnel bei Sulzau, Sulz und Hochdorff tätig. Er war der Erbauer mehrerer Neckarbrücken. Größere Wasserbauten und Flussregulierungen im Königreich Württemberg wurden von ihm geschaffen.
1896 wirkte er als Baurat sichtend und ergänzend an der 3. Auflage des Lehrbuchs von Friedrich Baumgärtner Die Königliche Württembergische Straßenbau-Polizei. Für den Unterricht in der Baugesetzgebung an der Königlichen Baugewerkeschule in Stuttgart mit. 1898 wurde ihm als Titular-Oberbaurat die Oberbauratsstelle bei der Ministerialabteilung für den Straßen- und Wasserbau übertragen. 1908 wurde er unter Verleihung des Titels eines Baudirektors zum Vorstand der Ministerialabteilung für den Straßen- und Wasserbau im Königreich Württemberg ernannt.

## Auszeichnungen
- 1899, Verleihung des Ritterkreuzes des Ordens der Württembergischen Krone[4]
- 1903, Verleihung des Ehrenkreuzes des Ordens der Württembergischen Krone[5]. Mit der Verleihung dieses Ordens war die Erhebung in den persönlichen Adelsstand verbunden.
- 1905, Ernennung zum Ehrenbürger von Neckargartach anlässlich der Einweihung der Neckargartacher Neckarbrücke
- 1907, Ernennung zum Ehrenbürger seiner Geburtsstadt Ludwigsburg
- 1909, Verleihung des Preußischen Roten Adlerordens 4. Klasse[6]